# Hypnella wrightii
Hypnella wrightii là một loài rêu trong họ Sematophyllaceae. Loài này được (Sull. & Lesq.) A. Jaeger mô tả khoa học đầu tiên năm 1877.